# Stazione di Misano Adriatico
La stazione di Misano Adriatico è una fermata ferroviaria posta sulla linea Bologna-Ancona, a servizio della città di Misano Adriatico.

## Storia
La stazione è stata aperta al traffico nel 1949. Nel 2001 la gestione della struttura è passata dalle Ferrovie dello Stato a Rete Ferroviaria Italiana.
La configurazione attuale risale all'anno 2006, quando ha subito un profondo intervento di ristrutturazione con il rifacimento delle pensiline, l'adeguamento dell'altezza delle banchine ed il rifacimento dell'illuminazione. Nel 2025 è stata oggetto di ulteriori lavori di riqualificazione e rinnovamento stilistico.

## Movimento
La stazione è servita da treni regionali svolti da Trenitalia Tper nell'ambito del contratto di servizio stipulato con la regione Emilia-Romagna.
A novembre 2019, la stazione risultava frequentata da un traffico giornaliero medio di circa 332 persone (156 saliti + 176 discesi).

## Servizi
La stazione è classificata da RFI nella categoria bronze.
La stazione dispone di:
- Biglietteria automatica[5]